# Smite
Smite ist ein von Hi-Rez Studios entwickeltes Free-to-play-Computerspiel des Genres MOBA für Windows, PlayStation 4, Xbox One, Nintendo Switch und Amazon Luna. Anders als in den meisten MOBAs (etwa Dota 2 oder League of Legends) wird das Spielgeschehen nicht in der isometrischen Perspektive, sondern in Third-Person-Ansicht dargestellt. Der Spieler übernimmt die Rolle einer mythologischen Figur, oftmals einer Gottheit, verschiedener polytheistischer Religionen, um mit deren Fähigkeiten sowie taktischen Manövern gegen andere Spieler und computergesteuerte Gegner zu kämpfen. Bis 2019 war das Spiel ebenfalls auf MacOS spielbar.

## Gameplay
In Smite gibt es verschiedene Spielmodi, von denen der beliebteste und anspruchsvollste „Eroberung“ (eng. „Conquest“) heißt. Dabei werden die Spieler in zwei Teams mit jeweils fünf Spielern aufgeteilt. Nach der Auswahl seines Gottes betritt der Spieler eine nahezu achsensymmetrische Karte. In der Basis des eigenen Teams befindet sich der Titan, den es zu verteidigen gilt. Dieser wird von drei Phönixen geschützt, hinter denen sich die Basis in drei Wege (sog. Lanes) verliert. Zwischen diesen befinden sich kleinere Wege, der sogenannte Jungle. Auf jeder Lane befinden sich vier Türme – zwei eigene und zwei gegnerische. Neben den zehn Spielern befinden sich zudem computergesteuerte Minions auf den Lanes, die ebenfalls den Teams angehören. Indem der Spieler gegnerische Götter und Minions tötet, gewinnt er an Erfahrung und Gold, welches dazu benutzt wird, Gegenstände zu kaufen, um die Werte seines Gottes zu verbessern. Das Ziel des Spiels liegt darin, den Titan des gegnerischen Teams zu zerstören. Eine durchschnittliche Partie „Eroberung“ dauert zwischen einer halben und einer Stunde. In besonders ausgewogenen Spielen kann dies jedoch auch länger dauern.
Die Götter werden in fünf verschiedene Klassen unterteilt. So gibt es Beschützer, die vorrangig viel Schaden ertragen können und die Gegner mittels Hindernissen (sog. crowd control oder cc) bei deren Angriffen stören können, Krieger, die offensivere Züge aufweisen als Beschützer und trotzdem noch verhältnismäßig hohe Verteidigungswerte haben, Assassinen, welche besonders durch Beweglichkeit und viel Schadenspotenzial auffallen, Jäger, deren Angriffswerte besonders im späteren Verlauf des Spiels die Oberhand gewinnen, und Magier, deren geringe Verteidigungswerte durch große Schadens- und cc-Fertigkeiten kompensiert werden.

## Spielmodi

### Arena (Arena)
Zwei Teams mit jeweils fünf Spielern kämpfen in einer großen Arena darum, die gegnerischen Tickets auf null zu reduzieren.

### Scharmützel (Joust)
Zwei Teams mit jeweils drei Spielern kämpfen auf einer Karte mit nur einer Lane und seitlichem Jungle darum, den gegnerischen Titan zu besiegen.

### Eroberung (Conquest)
Zwei Teams mit jeweils fünf Spielern kämpfen auf drei Lanes und großem Jungle darum, den gegnerischen Titan zu besiegen.

### Konflikt (Clash)
Zwei Teams mit jeweils fünf Spielern kämpfen auf zwei Lanes darum, den gegnerischen Titan zu besiegen. Der klassische Clash-Modus wird inzwischen nicht mehr angeboten.

### Angriffsmodus (Assault)
Zwei Teams mit jeweils fünf Spielern kämpfen auf einer Lane ohne Jungle darum, den gegnerischen Titan zu besiegen. Besonders hierbei ist, dass die Spieler nicht in ihren Brunnen zurückkehren können, um Gesundheit und Mana zu regenerieren oder um neue Gegenstände zu kaufen. Einzige Ausnahme ist der Tod eines Spielers. Außerdem wird jedem Spieler am Anfang der Runde ein zufälliger Charakter zugewiesen.

### Match des Tages (MOTD)
Dieser Modus verändert sich täglich. Besonderheiten ergeben sich unter anderem aus Wünschen der Spieler, die bestimmte Spielmodi vorschlagen. Dazu gehören Abwandlungen bekannter Modi, die mit zusätzlichen Einstellungen reizen, wie zum Beispiel sehr viel Startgold, maximaler Level zum Beginn des Spieles, oder schneller wieder verfügbaren Fähigkeiten.

### Belagerung (Siege)
Zwei Teams mit jeweils vier Spielern kämpfen auf zwei Lanes mit Jungle darum, den gegnerischen Titan zu besiegen. Der klassische Siege-Modus wird inzwischen nicht mehr angeboten.

### Konflikterung (Slash)
Hierbei handelt es sich um den neuesten Modus von SMITE, der die inzwischen eingestellten Modi Konflikt (Clash) und Belagerung (Siege) miteinander verbindet.

## Gottheiten
In jedem Spiel wählen sich die Spieler eine Figur aus. Sämtliche spielbare Figuren in Smite entstammen einer Mythologie, polytheistischen Religion, Sage, einem Kult oder einem Mythos. Derzeit (Stand: Juni 2022) gibt es 121 spielbare Gottheiten aus sechzehn verschiedenen Pantheons: der ägyptischen, babylonischen, chinesischen, griechischen, japanischen, hinduistischen, keltischen, mayanischen, nordischen, polynesischen, römischen, slawischen, yorubanischen Mythologie, dem Voodoo-Kult, der Artussage, sowie dem Cthulhu-Mythos. Die verschiedenen spielbaren Gottheiten sind:
Die Farben der Tabelle geben über die Klassifizierung des jeweiligen Gottes Auskunft:.
| Jäger (Hunter) | Magier (Mage) | Assassine (Assassin) | Wächter (Guardian) | Krieger (Warrior) |
| -------------- | ------------- | -------------------- | ------------------ | ----------------- |

| Ägyptische Mythologie                  | Artussage                           | Babylonische Mythologie         | Chinesische Mythologie                      | Die Großen Alten            | Griechische Mythologie                   | Hinduismus                         | Japanische Mythologie             | Keltische Mythologie            | Mayanische Mythologie                     | Nordische Mythologie                      | Polynesische Mythologie   | Römische Mythologie                    | Slawische Mythologie              | Voodoo-Kult                            | Yoruba-Mythologie             |
| -------------------------------------- | ----------------------------------- | ------------------------------- | ------------------------------------------- | --------------------------- | ---------------------------------------- | ---------------------------------- | --------------------------------- | ------------------------------- | ----------------------------------------- | ----------------------------------------- | ------------------------- | -------------------------------------- | --------------------------------- | -------------------------------------- | ----------------------------- |
| Anhor »Gegnerschlächter«               | Artus »Träger Excaliburs«           | Gilgamesch »König von Uruk«     | Ao Guang »Drachenkönig der östlichen Meere« | Cthulhu »Der große Träumer« | Achilles »Held des Trojanischen Krieges« | Agni »Feuergott«                   | Amaterasu »Das strahlende Licht«  | Artio »Die Bärengöttin«         | Ah-Muzen-Cab »Gott der Bienen«            | Fafnir »Der Fürst des glitzernden Goldes« | Pele »Göttin der Vulkane« | Amor »Gott der Liebe«                  | Baba Yaga »Hexe des Waldes«       | Baron Samedi »Gott über Leben und Tod« | Olorun »Herrscher der Himmel« |
| Anubis »Gott der Toten«                | Merlin »Der Meisterzauberer«        | Tiamat »Göttin des Salzwassers« | Chang’e »Fee des Mondes«                    |                             | Aphrodite »Schönheitsgöttin«             | Bakasura »Allesverschlinger«       | Danzaburou »Der legendäre Tanuki« | Cernunnos »Der gehörnte Gott«   | Ah Puch »Schrecklicher Gott des Verfalls« | Fenrir »Der Entfesselte«                  |                           | Bacchus »Gott des Weines«              | Tschernebog »Herr der Finsternis« |                                        | Yemoja »Göttin der Flüsse«    |
| Bastet »Katzengöttin«                  | Morgan Le Fay »Die dunkle Zauberin« |                                 | Daji »Die neunschwänzige Füchsin«           |                             | Apollo »Gott der Musik«                  | Ganesha »Gott des Erfolgs«         | Hachiman »Herr der acht Banner«   | Cliodhna »Königin der Banshees« | Awilix »Mondgöttin«                       | Freya »Königin der Walküren«              |                           | Bellona »Kriegsgöttin«                 |                                   |                                        |                               |
| Geb »Gott der Erde«                    |                                     |                                 | Erlang Shen »Der erhabene Weise«            |                             | Arachne »Die Weberin«                    | Kali »Göttin der Zerstörung«       | Izanami »Matrone der Toten«       | Cú Chulainn »Hund von Ulster«   | Cabracán »Zerstörer von Bergen«           | Hel »Göttin der Unterwelt«                |                           | Discordia »Göttin der Zwietracht«      |                                   |                                        |                               |
| Horus »Der rechtmäßige Erbe«           |                                     |                                 | Guan Yu »Kriegsheiliger«                    |                             | Ares »Kriegsgott«                        | Kumbhakarna »Schlafender Riese«    | Kuzenbo »König der Kappa«         | Morrigan »Phantomkönigin«       | Camazotz »Tödlicher Fledermausgott«       | Heimdall »Der Wachsame«                   |                           | Herkules »Champion von Rom«\|          |                                   |                                        |                               |
| Isis »Göttin der Magie«                |                                     |                                 | He Bo »Gott des gelben Flusses«             |                             | Artemis »Göttin der Jagd«                | Rama »Siebter Avatar von Vishnu«   | Raijin »Herr des Donners«         |                                 | Chaac »Gott des Regens«                   | Jǫrmungandr »Die Weltenschlange«          |                           | Janus »Gott der Portale und Übergänge« |                                   |                                        |                               |
| Khepri »Der Dämmerungsbringer«         |                                     |                                 | Hou Yi »Verteidiger der Erde«               |                             | Athena »Göttin der Weisheit«             | Ravana »Dämonenkönig von Lanka«    | Susano »Gott des Sommersturms«    |                                 | Hun Batz »Der Brüllaffengott«             | Loki »Der durchtriebene Gott«             |                           | Merkur »Götterbote«                    |                                   |                                        |                               |
| Neith »Schicksalsweberin«              |                                     |                                 | Jing Wei »Die Wahrerin des Schwurs«         |                             | Atlas »Titan des Kosmos«                 | Shiva »Der Zerstörer«              | Tsukuyomi »Gott des Mondes«       |                                 | Kukulkan »Schlange der neun Winde«        | Odin »Der Allvater«                       |                           | Nox »Göttin der Nacht«                 |                                   |                                        |                               |
| Osiris »Gebrochener Gott des Jenseits« |                                     |                                 | Mulan »Die aufsteigende Kriegerin«          |                             | Charybdis »Der stetige Strudel«          | Vamana »Fünfter Avatar von Vishnu« |                                   |                                 | Xbalanque »Versteckte Jaguarsonne«        | Ratatoskr »Der listige Kurier«            |                           | Silvanus »Bewahrer der Wildnis«        |                                   |                                        |                               |
| Ra »Sonnengott«                        |                                     |                                 | Ne Zha »Dritter Lotus-Prinz«                |                             | Chiron »Der große Lehrer«                |                                    |                                   |                                 |                                           | Skadi »Göttin des Winters«                |                           | Terra »Mutter der Erde«                |                                   |                                        |                               |
| Serqet »Göttin des Gifts«              |                                     |                                 | Nü Wa »Wächterin des Himmels«               |                             | Chronos »Hüter der Zeit«                 |                                    |                                   |                                 |                                           | Sol »Göttin der Sonne«                    |                           | Vulcanus »Schmied der Götter«          |                                   |                                        |                               |
| Seth »Der Thronräuber«                 |                                     |                                 | Sun Wukong »Der Affenkönig«                 |                             | Hades »König der Unterwelt«              |                                    |                                   |                                 |                                           | Thor »Gott des Donners«                   |                           |                                        |                                   |                                        |                               |
| Sobek »Gott des Nils«                  |                                     |                                 | Xing Tian »Der Unbarmherzige«               |                             | Hera »Königin der Götter«                |                                    |                                   |                                 |                                           | Tyr »Der Gesetzgeber«                     |                           |                                        |                                   |                                        |                               |
| Thoth »Schlichter der Verdammten«      |                                     |                                 | Yu Huang »Der Jade-Kaiser«                  |                             | Medusa »Gorgone«                         |                                    |                                   |                                 |                                           | Ullr »Der Glorreiche«                     |                           |                                        |                                   |                                        |                               |
|                                        |                                     |                                 | Zhong Hui »Der Dämonenbezwinger«            |                             | Nemesis »Göttin der Rache«               |                                    |                                   |                                 |                                           | Ymir »Vater der Frostriesen«              |                           |                                        |                                   |                                        |                               |
|                                        |                                     |                                 |                                             |                             | Nike »Siegesgöttin«                      |                                    |                                   |                                 |                                           |                                           |                           |                                        |                                   |                                        |                               |
|                                        |                                     |                                 |                                             |                             | Persephone »Königin der Unterwelt«       |                                    |                                   |                                 |                                           |                                           |                           |                                        |                                   |                                        |                               |
|                                        |                                     |                                 |                                             |                             | Poseidon »Gott der Ozeane«               |                                    |                                   |                                 |                                           |                                           |                           |                                        |                                   |                                        |                               |
|                                        |                                     |                                 |                                             |                             | Skylla »Schrecken der See«               |                                    |                                   |                                 |                                           |                                           |                           |                                        |                                   |                                        |                               |
|                                        |                                     |                                 |                                             |                             | Thanatos »Hand des Todes«                |                                    |                                   |                                 |                                           |                                           |                           |                                        |                                   |                                        |                               |
|                                        |                                     |                                 |                                             |                             | Zerberus »Aufseher der Unterwelt«        |                                    |                                   |                                 |                                           |                                           |                           |                                        |                                   |                                        |                               |
|                                        |                                     |                                 |                                             |                             | Zeus »Gott des Himmels«                  |                                    |                                   |                                 |                                           |                                           |                           |                                        |                                   |                                        |                               |

### Umsetzung
Jeder spielbare Gott in Smite verfügt über vier individuelle Fertigkeiten, die der Spieler aktiv nutzen kann, sowie eine passive Fähigkeit, welche einen permanenten Effekt bietet. Dabei sind die Fähigkeiten so gewählt, dass sie Bezüge zur Überlieferung der Protagonisten aufweisen. Ein Beispiel ist Poseidons charakteristischer Dreizack, der als Fähigkeit aktiviert werden kann, um dessen Standardangriffe zu verdreifachen. Eine weitere Besonderheit für ein MOBA ist die Tatsache, dass Fernkampfangriffe als fliegende Projektile gelten, die von Einheiten des gegnerischen Teams „abgefangen“ werden können. Dadurch ergibt sich hinsichtlich der Spieltiefe von Beschützern eine weitere interessante Dimension. Da für jeden Gott mittels Synchronsprechern spezielle Textzeilen implementiert wurden, wird auch auf diese Weise versucht, die Götter authentischer zu machen. Dabei werden sowohl grundlegende Aspekte, etwa Akzente, als auch Verweise auf die einzelnen Mythen genutzt. Gelingt es dem Spielenden beispielsweise, mit Medusa Athena zu töten, verkündet die Gorgone triumphierend „Sweet, sweet revenge!“ (eng. „Süße, süße Rache“), eine Anspielung auf die Medusa-Geschichte der griechischen Mythologie, in der Athena Medusas abgetrennten Kopf an ihren Schild heftet.

## Sequel
Eine Fortsetzung, Smite 2, wurde im Januar 2024 während der Smite-Weltmeisterschaft angekündigt. Das Spiel wird von Titan Forge Games in der Unreal Engine 5 entwickelt. Zudem haben Titan Forge Games angekündigt, dass sie weiterhin am ursprünglichen Smite arbeiten werden, parallel zur Entwicklung von Smite 2. Am 14. Januar 2025 wurde die Fortsetzung als Free-to-Play-Spiel veröffentlicht, nachdem es zuvor mehrere Monate lang als kostenpflichtige Early-Access-Version verfügbar war.

## Rezeption
Smite erhält überwiegend positive Bewertungen der Kritiker. Besonders die Third-Person-Perspektive wird hervorgehoben.
Der Aggregator GameRankings, der Testberichte sammelt und aus den Wertungen einen Durchschnittswert ermittelt, errechnete einen Schnitt von 87,62 % für die Windows-, 80,00 % für die PlayStation-4- und 78 % für die Xbox-Version. Die Website Metacritic ermittelt ähnliche Werte.
Leah B. Jackson von IGN schreibt, sie sei erfreut über die große Vielfalt der verschiedenen Götter und der detaillierten Modelle. Keith Milburn von NZGamer berichtet von einigen UI Problemen auf der PlayStation 4 Version, die das Spiel weniger flüssig erscheinen ließen. Weiterhin lobt er die Mischung der Elemente in Smite mit PvE, um ein angenehmes Chaos zu erzeugen, welches mit MMO-ähnlichen Elementen punktet. Wes Fenlon von PCGamer kritisiert die niedrigen Einsteigsbarrieren für Ranglistenspiele und hebt die moderate Bereitschaft von Smite hervor, neuen Spielern einen leichten Einstieg in das MOBA Genre zu gewährleisten. Paulmichael Contreras von PlayStation Life Style bezeichnet das Free-to-Play-Modell von Smite als faires System, ohne in den Bereich „Pay-to-win“ zu geraten. Champions, die extra gekauft werden können, fügen sich gut in die Spielbalance ein, ohne eindeutig besser als andere zu sein, vor allem da es nur eine zusätzliche Option darstellt, für Spielinhalte zu bezahlen. Auch die Umsetzung auf die verschiedenen Plattformen wird hervorgehoben.

## E-Sport
Das Spiel verfügt vor allem in Nordamerika und Europa über eine aktive E-Sport-Szene. Das wichtigste Turnier sind die jährlich stattfindenden Weltmeisterschaften. Gemessen an ausgeschütteten Preisgeldern rangiert Smite insgesamt auf dem 12. Platz aller Videospiele.